# Mitchell Dijks
Mitchell Clement Dijks (Purmerend, Países Bajos, 9 de febrero de 1993) es un futbolista neerlandés. Juega de defensa y su equipo es el Fortuna Sittard de la Eredivisie.

## Clubes
| Club                        | País         | Año       |
| --------------------------- | ------------ | --------- |
| Ajax de Ámsterdam           | Países Bajos | 2012-2014 |
| S. C. Heerenveen (cedido)   | Países Bajos | 2013-2014 |
| Willem II                   | Países Bajos | 2014-2015 |
| Ajax de Ámsterdam           | Países Bajos | 2015-2018 |
| Norwich City F. C. (cedido) | Inglaterra   | 2017      |
| Bologna F. C. 1909          | Italia       | 2018-2022 |
| S. B. V. Vitesse            | Países Bajos | 2022-2023 |
| Fortuna Sittard             | Países Bajos | 2023-     |

## Palmarés

### Campeonatos nacionales
| Título     | Club              | País         | Año     |
| ---------- | ----------------- | ------------ | ------- |
| Eredivisie | Ajax de Ámsterdam | Países Bajos | 2012-13 |